# Liegi-Bastogne-Liegi 1992
La Liegi-Bastogne-Liegi 1992, settantottesima edizione della corsa, valida come quarta prova della Coppa del mondo di ciclismo su strada 1992, fu disputata il 19 aprile 1992 per un percorso di 262 km. Fu vinta dal belga Dirk De Wolf, al traguardo in 7h18'06" alla media di 35,882 km/h.
Dei 195 ciclisti alla partenza furono in 77 a portare a termine la gara.

## Ordine d'arrivo (Top 10)
| Pos. | Corridore             | Squadra       | Tempo    |
| ---- | --------------------- | ------------- | -------- |
| 1    | Dirk De Wolf          | Gatorade      | 7h18'06" |
| 2    | Steven Rooks          | Buckler       | a 30"    |
| 3    | Jean-François Bernard | Banesto       | s.t.     |
| 4    | Davide Cassani        | Ariostea      | a 1'35"  |
| 5    | Tony Rominger         | Clas-Cajastur | a 2'00"  |
| 6    | Gérard Rué            | Castorama     | s.t.     |
| 7    | Gert-Jan Theunisse    | TVM-Sanyo     | s.t.     |
| 8    | Giorgio Furlan        | Ariostea      | s.t.     |
| 9    | Robert Millar         | TVM-Sanyo     | a 2'07"  |
| 10   | Edwig Van Hooydonck   | Buckler       | a 2'12"  |